# La grande città (film 1928)
La grande città (The Big City) è un film del 1928 diretto da Tod Browning. Prodotto dalla MGM, aveva come protagonista Lon Chaney.

## Trama
Chuck Collins è a capo di una gang criminale che usa il negozio di costumi di Helen, una sua complice, per nascondere il bottino, gioielli e preziosi rubati, in mezzo alle altre cianfrusaglie facendoli passare per bigiotteria. Sunshine, una dipendente di Helen, convince i due a redimersi mentre i membri di un'altra banda finiscono in gattabuia.

## Produzione
Il film venne prodotto dalla MGM con un budget stimato in 175.000 dollari. Le riprese furono effettuate dal 27 ottobre al 19 novembre 1927.

## Distribuzione
Il copyright del film, richiesto dalla Metro-Goldwyn-Mayer Distributing Corp, fu registrato il 18 febbraio 1928 con il numero LP25205.
Distribuito negli Stati Uniti dalla MGM, il film uscì nelle sale cinematografiche il 24 marzo 1928.
La pellicola è ormai perduta. Una copia sopravvissuta fu rinvenuta in Australia negli anni cinquanta e, tornata in possesso della MGM, conservata negli archivi degli studios, fu distrutta in un incendio scoppiato nel 1967, nel quale andò perduto anche Il fantasma del castello (London After Midnight), un altro film di Browning lì conservato.

### Data di uscita
IMDb
- USA	24 marzo 1928
- Germania	1929
- Portogallo	25 giugno 1930

Alias
- The Big City	USA (titolo originale)
- Das unsichtbare New-York	Austria
- In den Händen der Polizei	Germania
- La grande città	Italia
- Ladrões de Jóias	Portogallo
- Los antros del crimen	Spagna